# 神戸市立真野小学校
神戸市立真野小学校（こうべしりつ まのしょうがっこう）は、兵庫県神戸市長田区苅藻通3丁目にある公立小学校。
住宅と工場の共存・共栄を目指す真野地区と呼ばれる地域の中に立地している。

## 沿革
- 1918年（大正7年） - 真陽尋常小学校 （現・神戸市立真陽小学校）から分離し、神戸市立真野尋常小学校として開校。
- 1927年（昭和2年） - 現住所に移転。
- 1936年（昭和11年） - 志里池尋常小学校[1]開校による校区変更。
- 1941年（昭和16年） - 真野国民学校と改称。
- 1944年（昭和19年） - 城崎郡への学童集団疎開。
- 1947年（昭和22年） - 神戸市立真野小学校と改称。学校給食開始。
- 1967年（昭和42年） - 創立50周年記念式典。
- 1993年（平成5年） - 校舎お別れ式・校舎改築のためボーリング開始・校地内文化財発掘調査。
- 1994年（平成6年） - 新校舎建築工事開始。
- 1995年（平成7年）
  - 1月17日 - 午前5時46分、阪神・淡路大震災が発生。校地に避難所を設置。
  - 2月13日 - 学校再開。
  - 8月22日 - 避難所を解消。
- 1996年（平成8年） - 新校舎完成・旧校舎お別れの集い・80周年・竣工記念式典。

## 校区
- 神戸市長田区[2]
  - 梅ヶ香町2丁目（1〜2番）、苅藻島町1 - 3丁目、苅藻通2 - 7丁目、浜添通1 - 8丁目、 東尻池新町、東尻池町3 - 10丁目

※卒業後は神戸市立長田中学校に進学。

## 周辺
- 三ツ星ベルト株式会社
- 西神戸朝鮮初級学校
- 新湊川
- 神戸市中央卸売市場西部市場
- イオン長田南ショッピングセンター
  - マックスバリュ長田南店

## 交通アクセス
- 西日本旅客鉄道（JR西日本）・神戸市営地下鉄 新長田駅から南東へ約20分。
- 神戸市営地下鉄海岸線苅藻駅から北へ徒歩約10分。
- 神戸市バス（81系統・85系統）「大橋」より南東へ徒歩約3分。
- 阪神高速3号神戸線 湊川出入口から西へすぐ。

## 校区が隣接している学校
- 神戸市立真陽小学校
- 神戸市立長田南小学校
- 神戸市立明親小学校
- 神戸市立浜山小学校
- 神戸市立和田岬小学校 （海を挟んで隣接。）